# Нуноом-Чеен
Нуноом-Чеен, также известный как Тёмное Солнце — тридцать второй правитель древнего майяского царства Мутуль со столицей Тикале.

## Биография
Нуноом-Чеен воцарился около 810 года, являясь преемником и сыном Нуун-Ухоль-Кинича.
В 810 году Нуноом-Чеен приказал возвести в Тикале Храм III, и он, скорее всего, там и похоронен.
Его преемником стал Нун-Холь-Чак II.